# Кузин, Сергей Павлович
Сергей Павлович Кузин (род. 13 апреля 1953, Москва) — депутат Государственной Думы с 2013 года, входит в состав фракции ВПП «Единая Россия», не являясь её членом. Выдвинут кандидатом в депутаты Государственной Думы от Московской федерации профсоюзов. С 2011 года стал членом ОНФ.

## Биография
Родился в семье военнослужащего. Мать — Кузина Юлия Сергеевна (1927—2015) — преподаватель немецкого языка в ВУЗе. Отец — Кузин Павел Ефимович (1923—1994) — военный лётчик, Полковник в отставке.
В 1970 году окончил среднюю школу № 10 г. Калининграда Московской области. По окончании школы работал в ней старшим пионерским вожатым до 1971 года.
C 1971 по 1976 год студент факультета «Промышленное и гражданское строительство» МИСИ имени В. В. Куйбышева. По окончании ВУЗа был принят на работу стажером-преподавателем на кафедру «Технология строительного производства». В летнее время с 1972 по 1977 и с 1979 по 1982 год — старший пионерский вожатый и старший педагог пионерского лагеря «Дружный» МИСИ имени В. В. Куйбышева, за что был многочисленно награждён грамотами и знаками отличия Комсомольских органов и органов исполнительной власти.
В период с 1977 по 197 служил с Советской армии в званиях лейтенант и старший лейтенант.
Вернувшись из армии, начал работать ассистентом кафедры «Архитектура гражданских и промышленных зданий» в МИСИ имени В. В. Куйбышева.
В 1982 году начал обучение в аспирантуре Высшей школы архитектуры и строительства г. Веймар (ГДР), где в 1985 году защитил кандидатскую диссертацию, получив ученую степень кандидата технических наук и ученое звание доцента.
Окончив аспирантуру в ГДР, вернулся в Москву, где продолжил работу в МИСИ им. В. В. Куйбышева на должности доцента кафедры «Архитектура гражданских и промышленных зданий». До 1992 года работал на этой должности.
В 1988 году был избран председателем профсоюзной организации преподавателей и сотрудников МГСУ.
Работая в вузе, занимался преподавательской, научно-исследовательской, методической, воспитательной и общественной деятельность. За свою работу Сергей Кузин награждён множеством государственных и ведомственных наград.
Был избран председателем Московской городской организации профсоюза работников народного образования и науки Российской Федерации в феврале 1992 года.

## Работа в Государственной Думе
Был выдвинут кандидатом в депутаты Государственной Думы Федерального Собрания Российской Федерации VI созыва от Московской Федерации профсоюзов по Московскому партийному списку Всероссийской Политической Партии «Единая Россия». Во время проведения предвыборной кампании участвовал в предварительном голосовании и встречах с населением. На очередном съезде Партии «Единая Россия» утвержден в Московском списке под № 17.
16 января 2013 года приступил к исполнению обязанностей депутата вместо выбывшего депутата из Московского списка «Единой России». По решению фракции стал членом Комитета по жилищной политике и жилищно-коммунальному хозяйству. В октябре 2014 года перешел в Комитет по делам Содружества Независимых Государств, евразийской интеграции и связям с соотечественниками.

### Законопроекты и законодательные инициативы
Депутат Кузин является автором 25 законопроектов, среди которых изменение отдельных статей Жилищного кодекса Российской Федерации, Трудового кодекса Российской Федерации и других. Большинство законопроектов и законодательных инициатив были поддержаны Депутатами ГД и подписаны Президентом Российской Федерации. Единственным проголосовал против Первого законопроекта о запрете пропаганды ЛГБТ

## Награды
За значительные успехи в работе Сергей Кузин удостоен высших государственных и ведомственных наград:
- Медаль ордена «За заслуги перед Отечеством» II степени
- Медаль «В память 850-летия Москвы»
- Медаль «За трудовое отличие»
- Юбилейная медаль «60 лет Вооружённых Сил СССР»
- Медаль «100 лет профсоюзам России»
- Медаль «Честь и слава» II степени (Республика Абхазия)
- Почетный знак Министерства Образования и науки Российской Федерации «Почётный работник высшего профессионального образования Российской Федерации»
- Почетный знак Министерства Обороны СССР «Отличник военного строительства»
- Почетный знак Федерации Космонавтики СССР «В честь 70-летия С. П. Королева»
- знак Федерации Независимых Профсоюзов России «За активную работу в профсоюзах»
- Благодарность Мэра Москвы

А также знаками и грамотами Федерации независимых профсоюзов России и Республики Беларусь, Центрального Совета Общероссийского профсоюза образования, Московской Федерации профсоюзов, Донецкого областного комитета профсоюза образования Украины и другие.